# 女俠丁叮噹
《女俠丁叮噹》（又名《百變顯神通》），香港亞洲電視的自製劇集，全劇共30集。由梁小冰、尹天照及杜挺豪主演。

## 收視率
2003年3月19日南方都市報報導《女俠丁叮噹》平均收視7點，由前一周的8点下跌1點。

## 演員表
- 梁小冰 飾 丁叮噹
- 尹天照 飾 秦劍
- 梁家仁 飾 丁松
- 商天娥 飾 錢錢
- 張錦程 飾 毅力
- 秦啓維 飾 方正
- 杜挺豪 飾 孫嵐
- 江美儀 飾 茜茜
- 白　彪 飾 袁嘯天
- 珈　潁 飾 喀麗絲
- 嘉　俊 飾 文達
- 何慕詩 飾 金廈
- 陳麗雲 飾 金老夫人
- 關偉倫 飾 天狼法師
- 徐二牛 飾 先帝
- 謝雪心 飾 太后
- 黃樹棠 飾 吉祥
- 江　圖 飾 老夫婦
- 蔡國威 飾 還珠
- 鄭恕峰 飾 四皇爺（東王）
- 梁皓楷 飾 皇帝